# 小田町 (豊田市)
小田町（こだちょう）は、愛知県豊田市の地名。

## 地理
豊田市の北東部にあり、旭地区（旧東加茂郡旭町の町域にほぼ相当する）に属する。北東で小渡町、東で杉本町、西で大坪町、北西で有間町と隣接する。町域内に豊田市道杉本有間線が走り、人家は市道に沿う形で点在している。
産業は農林業が中心である。また、兼業農家が多数を占める。

## 歴史

### 沿革
- 江戸期には現在の町域の南東部が菊田（きくた）村[6]として、現在の町域の北西部が有間村の小田と呼ばれる地域として、それぞれ三河国加茂郡に所属していた[7][8]。
  - 現在の小田町のうち、足ノ入（あしのいり）、下栗（しもぐり）、山神（やまがみ）、南洞（みなみぼら）、月平（つきだいら）、寺坂（てらざか）、墓ノ入（はかのいり）、東畑（ひがしばた）の8字が旧菊田村の地域に該当し、境沢（さかいのさわ）、小田（こだ）、宮ノ前（みやのまえ）、ハサマ、扇田（おおぎだ）の5字が小田地区に該当する[9]。
  - 菊田村については、寛永期の『三河国村々高附』においては「兼田」、天保期の郷帳においては「菊田」と表記されている[10]。
- 1635年（寛永12年）当時- 菊田村、有間村共に栗原藩領であった。
- 1639年（寛永16年）- 前年（寛永15年）に栗原藩が廃絶したのを受けて、菊田村は一部が旗本大給松平氏の知行地となり他は幕府領になったとされる[7]。また有間村ではこの後しばらく領主の交代が激しく行われることになる[6]。
- 1681年（天和元年）- 菊田村では一部が旗本本多忠周の知行地となり、大給松平氏との相給地となる[7]。有間村も本多忠周の知行地となる[6]。
- 1878年（明治11年）- 郡区町村編制法施行により、加茂郡が東加茂郡と西加茂郡に分割される。それに伴い、菊田村、有間村共に所属が加茂郡から東加茂郡に変更される[7][8]。
- 1889年（明治22年）10月1日- 市制町村制施行により、菊田村、有間村、東加塩村、押井村、万根村、榊野村、杉本村、笹戸村、市平村、池島村、東萩平村、大坪村が合併して東加茂郡野見村が誕生する[7][8]。
- 1899年（明治32年）- 旧菊田村の地域が杉本に編入される[7]。
- 1906年（明治39年）5月1日- 野見村、生駒村、介木村、築羽村が合併して旭村が誕生する[11]。
- 1912年（明治45年）- 旧菊田村の地域が有間に編入される[8]。
- 1949年（昭和24年）- 有間から旧菊田村の地域と小田地区が分離し、この両地が合併して大字小田が新設される。[8]。
- 1967年（昭和42年）4月1日- 旭村が町制を施行し旭町になる。これに伴い、住所表示が旭町大字小田に変更される[4]。
- 2005年（平成17年）4月1日- 旭町の豊田市への編入に伴い、住所表示が豊田市小田町に変更される。

## 世帯数と人口
2019年（令和元年）7月1日現在の世帯数と人口は以下の通りである。なお、世帯数は、ごくわずかな為、秘匿とする。
| 町丁   | 世帯数 | 人口 |
| ------ | ------ | ---- |
| 小田町 | -      | 18人 |

### 人口の変遷
国勢調査による人口の推移
| 2005年（平成17年） | 19人 | [ 12 ] |  |
| 2010年（平成22年） | 23人 | [ 13 ] |  |
| 2015年（平成27年） | 21人 | [ 14 ] |  |

## 学区
市立小・中学校に通う場合、学区は以下の通りとなる。
| 番・番地等 | 小学校             | 中学校           |
| ---------- | ------------------ | ---------------- |
| 全域       | 豊田市立敷島小学校 | 豊田市立旭中学校 |

## 寺社
- 白鳥社

1820年（文政3年）の菊田村古絵図によれば、旧菊田村内には、八幡社、山神社が2社、そして法徳寺が存在していたという。

## その他

### 日本郵便
- 郵便番号 : 444-2821[2]（集配局：旭郵便局[16]）。